# Taverny (tổng)
Tổng Taverny là một tổng, thuộc tỉnh Val-d'Oise trong vùng Île-de-France.

## Các xã
- Taverny (thủ phủ)(25 909 dân)
- Bessancourt (6 999 dân)
- Frépillon (2 262 dân)
- Béthemont-la-Forêt (451 dân)
- Chauvry (279 dân)